# Unified Soil Classification System
L'Unified Soil Classification System (USCS) è un sistema di classificazione dei suoli usato in ingegneria ed in geologia, per descrivere la tessitura e la granulometria di un terreno.
Può essere applicato alla maggioranza dei materiali non consolidati ed è composto da una sigla formata da 2 lettere. 
Il sistema si divide in 2 standard a seconda che si classifichi un terreno tramite prove eseguite in laboratorio (ASTM 2487) oppure tramite osservazioni in situ (ASTM 2488).

## Lettere e simboli della classificazione
La classificazione è composta da una sigla di 2 lettere: la prima fornisce un'indicazione sulla classe granulometrica predominante, mentre la seconda fornisce informazioni complementari sul terreno.
| Classi granulometriche | Classi granulometriche | Simboli Limite liquido | Simboli Limite liquido           |
| G                      | Ghiaia                 | H                      | >50                              |
| S                      | Sabbia                 | L                      | <50                              |
| M                      | Limo                   | Indici di Selezione    | Indici di Selezione              |
| C                      | Argilla                | W                      | Ben graduata (Well graduated)    |
| O                      | Organico               | P                      | Poco graduata (Poorly graduated) |
| Pt                     | Torba                  |                        |                                  |

Un terreno classificato come ad esempio GP è una ghiaia poco selezionata, mentre ML è un limo con basso indice liquido.

## Classificazione in laboratorio
La granulometria dei terreni in laboratorio viene determinata tramite l'utilizzo di setacci in grado di separare le varie classi. 
Si definisce quindi:
- Ghiaia, materiale passante al setaccio da 76,2 mm e trattenuto dal setaccio da 4,75 mm
- Sabbia, materiale passante al setaccio da 4,75 mm e trattenuto dal setaccio da 0,075 mm (#200)
- Limo e Argilla, materiale passante al setaccio da 0,075 mm

La classificazione dei terreni fini non viene effettuata tramite setacciatura, ma tramite l'utilizzo del diagramma di plasticità e dei limiti di Atterberg.
| Terreni grossolani trattenuto al #200 < 50% | Ghiaie                         | passante #200 <5%                                            | GW | Ghiaie ben pulite e ben gradate            |
| Terreni grossolani trattenuto al #200 < 50% | Ghiaie                         | passante #200 <5%                                            | GP | Ghiaie poco graduate                       |
| Terreni grossolani trattenuto al #200 < 50% | Ghiaie                         | passante #200 >12%                                           | GM | Ghiaie limose                              |
| Terreni grossolani trattenuto al #200 < 50% | Ghiaie                         | passante #200 >12%                                           | GC | Ghiaie argillose                           |
| Terreni grossolani trattenuto al #200 < 50% | Sabbie                         | passante #200 <5%                                            | SW | Sabbie ben pulite e ben gradate            |
| Terreni grossolani trattenuto al #200 < 50% | Sabbie                         | passante #200 <5%                                            | SP | Sabbie poco graduate                       |
| Terreni grossolani trattenuto al #200 < 50% | Sabbie                         | passante #200 >12%                                           | SM | Sabbie limose                              |
| Terreni grossolani trattenuto al #200 < 50% | Sabbie                         | passante #200 >12%                                           | SC | Sabbie argillose                           |
| Terreni fini passante al #200 > 50%         | Argille con W<50 limi con W>50 | Sotto retta A e zona tratteggiata diagramma di plasticità<5% | OL | Limi organici e argille limose             |
| Terreni fini passante al #200 > 50%         | Argille con W<50 limi con W>50 | Sotto retta A e zona tratteggiata diagramma di plasticità<5% | ML | Limi inorganici, limi argillosi            |
| Terreni fini passante al #200 > 50%         | Argille con W<50 limi con W>50 | Sopra la retta A del diagramma di plasticità                 | CL | Argille inorganiche a bassa plasticità     |
| Terreni fini passante al #200 > 50%         | Argille con W<50 limi con W>50 | Sotto la retta A del diagramma di plasticità                 | OH | Argille organiche di media alta plasticità |
| Terreni fini passante al #200 > 50%         | Argille con W<50 limi con W>50 | Sotto la retta A del diagramma di plasticità                 | MH | Limi inorganici                            |
| Terreni fini passante al #200 > 50%         | Argille con W<50 limi con W>50 | Sopra la retta A del diagramma di plasticità                 | CH | Argille inorganiche ad alta plasticità     |
| terre fortemente organiche                  | terre fortemente organiche     | terre fortemente organiche                                   | Pt | torbe ed altre terre fortemente organiche  |

## Classificazione in campagna
L'ASTM ha inoltre fornito alcune indicazioni utili per poter classificare speditivamente un campione in campagna.
Le indicazioni si compongono sia di fasi osservazione qualitativa per stimare la parte più grossolana dei campioni, sia di alcune semplici prove di "manipolazione" per stimare la presenza di materiali fini.